# 竹山謙三郎
竹山 謙三郎（たけやま けんざぶろう、1908年1月8日 - 1986年3月13日）は、日本の建築家、建築構造学、建築防災学の研究者。

## 人物
静岡県浜松市出身。1932年に東京帝国大学工学部を卒業。同年大蔵省営繕管財局に嘱託技師として入局。1945年工学博士（東大、木構造）。1946年、戦災復興院第二技術研究所技師、建設省建築研究所、1955年、同所長。1961年に退職。東京都立大学教授。1963年、鹿島建設技術研究所4代目所長に就任、1966年、所内に電子計算センターを新設し日本初の超高層「霞が関ビル」の建設に大きく貢献した。1968年退職、日本女子大学教授。1971年、(社)建築研究振興協会会長、後に名誉会長。建築構造学の重鎮として、「建築鋼ぐい基礎設計施工規準」「建築鋼ぐい基礎工事施工規準」の制定など建築構造学の発展に寄与した。
1943年に「木構造の研究」で日本建築学会賞、1959年にも「東京地盤図の作成」で日本建築学会賞を受賞。1978年、勲二等瑞宝章を受章。
兄は竹山道雄。妻・千代は川上俊彦の娘。息子の竹山雄太郎も建設省建築研究所所長を務めた。

## 著作

### 単著
- 『木構造』丸善出版、1951年。
  - 『木構造』（増訂版）丸善出版、1954年。
- 『荷重と外力・木構造』共立出版〈共立全書 第6〉、1951年。
- 『建築防災通論』オーム社、1977年2月。
- 『亦楽帖 竹山謙三郎随筆・評論集』鹿島出版会、1977年。ASIN B081SBF65Q。
- 『物語日本建築構造百年史』鹿島出版会、1982年。ISBN 9784306041301。
- 『大正手帖 : 続亦楽帖』竹山謙三郎、1983年5月。
- ミサワホーム総合研究所出版制作室 編『仏塔と信仰』ミサワホーム総合研究所〈天災人災 : 住まいの文化誌〉、1984年、175頁。

### 共著、編著、対談
- 浅野新一、小坂賢二 共著『新構造と計算規格 : 新耐火構造法,接着剤と膠着構造,新築構造物の計算規格に就て』（建設院 第二技術研究所）光芸社〈新建築技術選書 第1〉、1948年。
- 浅野新一、平賀謙一 共著『コンクリートブロック造及び軽量コンクリート造』共立出版〈共立全書 第13〉、1952年。
- 東京地盤調査研究会（北沢五郎、鈴木好一、大河原春雄、大崎順彦）『東京地盤図』技報堂。
- 大竹栄三郎、荒川昌信、宇野沢啓次郎 共著『ブロック建築入門』日本コンクリートブロック協会、1954年。
  - 大竹栄三郎、荒川昌信、宇野沢啓次郎 共著『ブロック建築入門』日本コンクリートブロック協会、1956年。
  - 大竹栄三郎、荒川昌信、宇野沢啓次郎 共著『ブロック建築入門』（改訂新版）日本コンクリートブロック協会、1962年。
- 桜井良雄 共著『新制建築構造〈第1〉』オーム社、1956年。
- 大竹栄三郎、荒川昌信、平井潔 共著『やさしいブロック建築の手引き―補強コンクリートブロック造篇』日本ブロック建築協会、1957年。
  - 大竹栄三郎、荒川昌信、平井潔 共著『やさしいブロック建築の手引き―補強コンクリートブロック造篇』（改訂新版）日本ブロック建築協会、1962年。
- 坪井善勝、石黒徳衛 共著『新制建築構造〈第2〉』オーム社、1956年。
- 建築学大系編集委員 編『特殊構造』彰国社〈建築学大系 第15 (木構造・特殊構造)〉、1958年。
  - 建築学大系編集委員 編『特殊構造』（第3版）彰国社〈建築学大系 第15 (木構造・特殊構造)〉、1962年。
  - 建築学大系編集委員 編『特殊構造』（新訂版）彰国社〈建築学大系 第15 (木構造・特殊構造)〉、1969年。
- 亀井幸次郎 共著『建築防災と都市防災』オーム社、1972年。
- 桜井良雄 共著『大学課程 建築構造学〈1〉』オーム社、1977年。
  - 桜井良雄 共著『大学課程 建築構造学〈1〉』（第2版）オーム社、1984年。
  - 桜井良雄・杉山英男 共著『大学課程 建築構造学〈1〉』（第3版）オーム社、1990年。ISBN 9784274128721。
- 語り手内藤多仲、聞き手竹山謙三郎 著、日刊建設通信社出版部 編『地震と建築』日刊建設通信社〈建築夜話 : 著名建築家対談集〉、1962年。
  - 語り手内藤多仲、聞き手竹山謙三郎 著、日刊建設通信新聞社 編『地震と建築』日刊建設通信新聞社〈建築夜話 : 日本近代建築の記憶 復刻〉、2010年。ISBN 9784902611342。
- 大崎順彦博士論文選集刊行委員会 編『大崎順彦博士論文選集』東京大学工学部建築学科神田研究室、1982年5月。
- 『回顧録2 建研創設時代回想記』建設省建築研究所〈建築研究所20年のあゆみ〉、1966年、197 -頁。

### 雑誌、論文
- 大崎順彦 共著「建築敷地々盤の電気的探査に就いて」『日本建築学会論文集』第40巻、1950年2月、1 - 13頁。
- 「アメリカ式のコンクリートブロック造と我国への応用」『建築技術』通号 6、建築技術、1951年9月、7 - 10頁。
- 「搖つて見たい建物」『建築雑誌』66（通巻780）、日本建築学会、1951年11月、3 - 5頁。
- 「建築基礎工法 XV」『土と基礎』第6巻第3号、土質工学会建築基礎工法講座編集委員会、1958年6月15日。
- 四日市市地盤調査委員会 編『北伊勢工業地帯四日市北部地区地盤調査報告書 総説』四日市市、1959年12月、3 - 6頁。
- 「建築基礎構造設計規準について」『土と基礎』第9巻第1号、土質工学会、1961年2月15日。
- 「東アジア地域地震学および地震工学セミナー」『ユネスコ資料 (8)』、日本ユネスコ国内委員会、1962年3月、32 - 37頁。
- 「東京湾の周辺地盤 : 富津岬より本牧まで（都市地盤調査の実例）/都市地盤調査特集」『建築雑誌』第919巻、日本建築学会、1962年11月、695-699頁。
- 「アラスカ地震の教訓」『土と基礎』第12巻第7号、土質工学会、1964年7月25日。
- 「アラスカ地震によるアンカレッジ市の被害について」『土と基礎』第12巻第7号、土質工学会、1964年7月25日。
- 「昭和42年度調査部関係委員会活動報告」『土と基礎』第16巻第5号、土質工学会、1968年5月25日。
- 八尋暉夫、吉田宏 共著「東京湾周辺地域の地盤構造と地盤沈下について : その1・川崎地区の場合」『土質工学会論文報告集』第13巻第4号、土質工学会、1973年12月15日。
- 池田俊雄、小泉安則 共著「軟弱地盤と建築 : 1.概論 : 2.軟弱地盤とは : 3.軟弱地盤の性質」『土質工学会論文報告集』第15巻第3号、土質工学会、1975年9月15日。
- 「火事はどこだ,牛込だ」『心 : 総合文化誌』第34巻7～8、心編集委員会、1981年7月、106 -。
- 「土壇場の囚人」『建築雑誌』、日本建築学会、1983年9月、8頁。
  - 「土壇場の囚人」『建築の研究』、建築研究振興協会、1996年8月、21 - 22頁。（一部再録）